# Henri Hecaen
Henri Hecaen, né à Brest le 5 mai 1912 et mort le 8 juin 1983 à Paris, est psychiatre et neuropsychologue français.

## Biographie
Élève de Henri Ey et ami et contemporain de Julian de Ajuriaguerra, il est notamment connu pour ses études sur les gauchers. Ses études ont par exemple montré que les sujets qui avaient un gaucher chez un proche parent avaient une latéralisation moins marquée de leur organisation du langage. Il est aussi l'un de ceux qui ont promu la neuropsychologie comme discipline autonome : « la neuropsychologie est la discipline qui traite des fonctions mentales supérieures dans leur rapport avec les structures cérébrales. »

## Ouvrages
- Introduction à la neuro-psychologie., Ed.: Librairie Larousse, 1972.